# Liste des députés européens de la 7e législature
Cette liste recense les députés au Parlement européen pour la législature 2009-2014.

## Composition du Parlement européen
| Groupe politique                   | Groupe politique                   | Groupe politique                                      | Tendance majoritaire                         | Députés   | Députés   |
| Groupe politique                   | Groupe politique                   | Groupe politique                                      | Tendance majoritaire                         | 2009-2013 | 2013-2014 |
| ---------------------------------- | ---------------------------------- | ----------------------------------------------------- | -------------------------------------------- | --------- | --------- |
|                                    | PPE                                | Parti populaire européen                              | Libéral-conservatisme, démocratie-chrétienne | 265       | 271       |
|                                    | S&D                                | Alliance progressiste des socialistes et démocrates   | Social-démocratie, socialisme                | 184       | 190       |
|                                    | ADLE                               | Alliance des démocrates et des libéraux pour l'Europe | Libéralisme, fédéralisme                     | 84        | 84        |
|                                    | V/ALE                              | Les Verts/Alliance libre européenne                   | Écologisme, régionalisme                     | 55        | 55        |
|                                    | CRE                                | Conservateurs et réformistes européens                | Conservatisme, euroscepticisme               | 55        | 55        |
|                                    | GUE/NGL                            | Gauche unitaire européenne/Gauche verte nordique      | Écosocialisme, communisme                    | 35        | 35        |
|                                    | ELD                                | Europe libertés démocratie                            | Nationalisme, euroscepticisme                | 32        | 32        |
|                                    |                                    |                                                       |                                              |           |           |
| Total de députés membre de groupes | Total de députés membre de groupes | Total de députés membre de groupes                    | Total de députés membre de groupes           | 710       | 722       |
|                                    | Députés non-inscrits               | Députés non-inscrits                                  | Députés non-inscrits                         | 26        | 26        |
|                                    |                                    |                                                       |                                              |           |           |
| Total des sièges pourvus           | Total des sièges pourvus           | Total des sièges pourvus                              | Total des sièges pourvus                     | 736       | 748       |

## Par groupe parlementaire

### Parti populaire européen
Le groupe du Parti populaire européen (abrégé en PPE) réunit les députés du Parti populaire européen démocrates-chrétiens et conservateurs. Il dispose de 265 députés, et possède donc une majorité relative au Parlement.
| Nom                                                                                        | Parti                                                         | Affiliation européenne | Pays       |
| ------------------------------------------------------------------------------------------ | ------------------------------------------------------------- | ---------------------- | ---------- |
| Damien Abad                                                                                | Nouveau Centre (UDI en 2012)                                  |                        | France     |
| János Áder                                                                                 | Fidesz                                                        | PPE                    | Hongrie    |
| Gabriele Albertini                                                                         | Le Peuple de la liberté                                       | PPE                    | Italie     |
| Magdi Allam                                                                                | Union de centre                                               | PPE                    | Italie     |
| Laima Liucija Andrikienė                                                                   | Union de la patrie - Chrétiens-démocrates lituaniens          | PPE                    | Lituanie   |
| Roberta Angelilli                                                                          | Le Peuple de la liberté                                       | PPE                    | Italie     |
| Elena Oana Antonescu                                                                       | Parti démocrate-libéral                                       | PPE                    | Roumanie   |
| Alfredo Antoniozzi                                                                         | Le Peuple de la liberté                                       | PPE                    | Italie     |
| Pablo Arias Echeverría                                                                     | Parti populaire                                               | PPE                    | Espagne    |
| Jean-Pierre Audy                                                                           | Union pour un mouvement populaire                             | PPE                    | France     |
| Pilar Ayuso González                                                                       | Parti populaire                                               | PPE                    | Espagne    |
| Raffaele Baldassarre                                                                       | Le Peuple de la liberté                                       | PPE                    | Italie     |
| Burkhard Balz                                                                              | Union chrétienne-démocrate d'Allemagne                        | PPE                    | Allemagne  |
| Michel Barnier                                                                             | Union pour un mouvement populaire                             | PPE                    | France     |
| Paolo Bartolozzi                                                                           | Le Peuple de la liberté                                       | PPE                    | Italie     |
| Elena Băsescu                                                                              | Parti démocrate-libéral                                       | PPE                    | Roumanie   |
| Regina Bastos                                                                              | Parti social-démocrate                                        | PPE                    | Portugal   |
| Dominique Baudis                                                                           | Union pour un mouvement populaire                             | PPE                    | France     |
| Edit Bauer                                                                                 | Parti de la coalition hongroise                               | PPE                    | Slovaquie  |
| Christophe Béchu                                                                           | Union pour un mouvement populaire                             | PPE                    | France     |
| Ivo Belet                                                                                  | Christen-Democratisch en Vlaams                               | PPE                    | Belgique   |
| Bendt Bendtsen                                                                             | Parti populaire conservateur                                  | PPE                    | Danemark   |
| Sergio Berlato                                                                             | Le Peuple de la liberté                                       | PPE                    | Italie     |
| Nora Berra                                                                                 | Union pour un mouvement populaire                             | PPE                    | France     |
| Anna Maria Corazza Bildt                                                                   | Modérés                                                       | PPE                    | Suède      |
| Sebastian Valentin Bodu                                                                    | Parti démocrate-libéral                                       | PPE                    | Roumanie   |
| Reimer Böge                                                                                | Union chrétienne-démocrate d'Allemagne                        | PPE                    | Allemagne  |
| Vito Bonsignore                                                                            | Le Peuple de la liberté                                       | PPE                    | Italie     |
| Piotr Borys                                                                                | Plate-forme civique                                           | PPE                    | Pologne    |
| Jan Březina                                                                                | Union chrétienne démocrate - Parti populaire tchécoslovaque   | PPE                    | Tchéquie   |
| Sophie Auconie                                                                             | Nouveau Centre puis Force européenne démocrate (UDI en 2012)  |                        | France     |
| Elmar Brok                                                                                 | Union chrétienne-démocrate d'Allemagne                        | PPE                    | Allemagne  |
| Zdravka Bušić                                                                              | Union démocratique croate                                     | PPE                    | Croatie    |
| Simon Busuttil                                                                             | Parti nationaliste                                            | PPE                    | Malte      |
| Jerzy Buzek                                                                                | Plate-forme civique                                           | PPE                    | Pologne    |
| Alain Cadec                                                                                | Union pour un mouvement populaire                             | PPE                    | France     |
| Wim van de Camp                                                                            | Appel chrétien-démocrate                                      | PPE                    | Pays-Bas   |
| Toni Cancian                                                                               | Le Peuple de la liberté                                       | PPE                    | Italie     |
| Graça Carvalho                                                                             | Parti social-démocrate                                        | PPE                    | Portugal   |
| David Casa                                                                                 | Parti nationaliste                                            | PPE                    | Malte      |
| Carlo Casini                                                                               | Union de centre                                               | PPE                    | Italie     |
| Daniel Caspary                                                                             | Union chrétienne-démocrate d'Allemagne                        | PPE                    | Allemagne  |
| Jean-Marie Cavada                                                                          | Nouveau Centre (UDI en 2012)                                  |                        | France     |
| Maria do Céu Patrão                                                                        | Parti social-démocrate                                        | PPE                    | Portugal   |
| Carlos Coelho                                                                              | Parti social-démocrate                                        | PPE                    | Portugal   |
| Giovanni Collino                                                                           | Le Peuple de la liberté                                       | PPE                    | Italie     |
| Lara Comi                                                                                  | Le Peuple de la liberté                                       | PPE                    | Italie     |
| Arnaud Danjean                                                                             | Union pour un mouvement populaire                             | PPE                    | France     |
| Rachida Dati                                                                               | Union pour un mouvement populaire                             | PPE                    | France     |
| Joseph Daul                                                                                | Union pour un mouvement populaire                             | PPE                    | France     |
| Mário David                                                                                | Parti social-démocrate                                        | PPE                    | Portugal   |
| Luis de Grandes                                                                            | Parti populaire                                               | PPE                    | Espagne    |
| Jean-Luc Dehaene                                                                           | Christen-Democratisch en Vlaams                               | PPE                    | Belgique   |
| Anne Delvaux                                                                               | Centre démocrate humaniste                                    | PPE                    | Belgique   |
| Pilar del Castillo                                                                         | Parti populaire                                               | PPE                    | Espagne    |
| Ciriaco De Mita                                                                            | Union de centre                                               | PPE                    | Italie     |
| Albert Deß                                                                                 | Union chrétienne-sociale en Bavière                           | PPE                    | Allemagne  |
| Tamás Deutsch                                                                              | Fidesz                                                        | PPE                    | Hongrie    |
| Agustín Díaz de Mera García-Consuegra                                                      | Parti populaire                                               | PPE                    | Espagne    |
| Herbert Dorfmann                                                                           | Parti populaire sud-tyrolien                                  | PPE                    | Italie     |
| Christian Ehler                                                                            | Union chrétienne-démocrate d'Allemagne                        | PPE                    | Allemagne  |
| Frank Engel                                                                                | Parti populaire chrétien-social                               | PPE                    | Luxembourg |
| Sari Essayah                                                                               | Chrétiens-démocrates                                          | PPE                    | Finlande   |
| Rosa Estaràs Ferragut                                                                      | Parti populaire                                               | PPE                    | Espagne    |
| Diogo Feio                                                                                 | CDS-Parti populaire                                           | PPE                    | Portugal   |
| Markus Ferber                                                                              | Union chrétienne-sociale en Bavière                           | PPE                    | Allemagne  |
| José Manuel Fernandes                                                                      | Parti social-démocrate                                        | PPE                    | Portugal   |
| Carlo Fidanza                                                                              | Le Peuple de la liberté                                       | PPE                    | Italie     |
| Santiago Fisas Ayxelá                                                                      | Parti populaire                                               | PPE                    | Espagne    |
| Christofer Fjellner                                                                        | Modérés                                                       | PPE                    | Suède      |
| Karl-Heinz Florenz                                                                         | Union chrétienne-démocrate d'Allemagne                        | PPE                    | Allemagne  |
| Carmen Fraga Estévez                                                                       | Parti populaire                                               | PPE                    | Espagne    |
| Gaston Franco                                                                              | Union pour un mouvement populaire                             | PPE                    | France     |
| Michael Gahler                                                                             | Union chrétienne-démocrate d'Allemagne                        | PPE                    | Allemagne  |
| Kinga Gál                                                                                  | Fidesz                                                        | PPE                    | Hongrie    |
| Marielle Gallo                                                                             | La Gauche moderne (UDI en 2012)                               |                        | France     |
| Esther Herranz García                                                                      | Parti populaire                                               | PPE                    | Espagne    |
| María Auxiliadora Correa Zamora (Remplace José Manuel García-Margallo le 13 janvier 2012.) | Parti populaire                                               | PPE                    | Espagne    |
| Elisabetta Gardini                                                                         | Le Peuple de la liberté                                       | PPE                    | Italie     |
| Salvador Garriga Polledo                                                                   | Parti populaire                                               | PPE                    | Espagne    |
| Jean-Paul Gauzès                                                                           | Union pour un mouvement populaire                             | PPE                    | France     |
| Béla Glattfelder                                                                           | Fidesz                                                        | PPE                    | Hongrie    |
| Róża Gräfin von Thun und Hohenstein                                                        | Plate-forme civique                                           | PPE                    | Pologne    |
| Ingeborg Gräßle                                                                            | Union chrétienne-démocrate d'Allemagne                        | PPE                    | Allemagne  |
| Mathieu Grosch                                                                             | Christlich Soziale Partei                                     | PPE                    | Belgique   |
| Françoise Grossetête                                                                       | Union pour un mouvement populaire                             | PPE                    | France     |
| Pascale Gruny                                                                              | Union pour un mouvement populaire                             | PPE                    | France     |
| Andrzej Grzyb                                                                              | Parti paysan polonais                                         | PPE                    | Pologne    |
| Cristina Gutiérrez-Cortines Corral                                                         | Parti populaire                                               | PPE                    | Espagne    |
| Enikő Győri                                                                                | Fidesz                                                        | PPE                    | Hongrie    |
| András Gyürk                                                                               | Fidesz                                                        | PPE                    | Hongrie    |
| Małgorzata Handzlik                                                                        | Plate-forme civique                                           | PPE                    | Pologne    |
| Ágnes Hankiss                                                                              | Fidesz                                                        | PPE                    | Hongrie    |
| Jolanta Hibner                                                                             | Plate-forme civique                                           | PPE                    | Pologne    |
| Jim Higgins                                                                                | Fine Gael                                                     | PPE                    | Irlande    |
| Monika Hohlmeier                                                                           | Union chrétienne-sociale en Bavière                           | PPE                    | Allemagne  |
| Gunnar Hökmark                                                                             | Modérés                                                       | PPE                    | Suède      |
| Brice Hortefeux                                                                            | Union pour un mouvement populaire                             | PPE                    | France     |
| Danuta Hübner                                                                              | PO                                                            | PPE                    | Pologne    |
| Salvatore Iacolino                                                                         | Le Peuple de la liberté                                       | PPE                    | Italie     |
| Anna Ibrisagic                                                                             | Modérés                                                       | PPE                    | Suède      |
| Ville Itälä                                                                                | Parti de la coalition nationale                               | PPE                    | Finlande   |
| Carlos Iturgaiz                                                                            | Parti populaire                                               | PPE                    | Espagne    |
| Iliana Ivanova                                                                             | Citoyens pour le développement européen de la Bulgarie        | PPE                    | Bulgarie   |
| Peter Jahr                                                                                 | Union chrétienne-démocrate d'Allemagne                        | PPE                    | Allemagne  |
| Lívia Járóka                                                                               | Fidesz                                                        | PPE                    | Hongrie    |
| Danuta Jazłowiecka                                                                         | Plate-forme civique                                           | PPE                    | Pologne    |
| Sidonia Jędrzejewska                                                                       | Plate-forme civique                                           | PPE                    | Pologne    |
| Elisabeth Jeggle                                                                           | Union chrétienne-démocrate d'Allemagne                        | PPE                    | Allemagne  |
| Roumiana Jeleva                                                                            | Citoyens pour le développement européen de la Bulgarie        | PPE                    | Bulgarie   |
| Teresa Jiménez-Becerril Barrio                                                             | Parti populaire                                               | PPE                    | Espagne    |
| Romana Jordan Cizelj                                                                       | Parti démocratique slovène                                    | PPE                    | Slovénie   |
| Philippe Juvin                                                                             | Union pour un mouvement populaire                             | PPE                    | France     |
| Filip Kaczmarek                                                                            | Plate-forme civique                                           | PPE                    | Pologne    |
| Jarosław Kalinowski                                                                        | Parti paysan polonais                                         | PPE                    | Pologne    |
| Sandra Kalniete                                                                            | Union civique                                                 | PPE                    | Lettonie   |
| Othmar Karas                                                                               | Parti populaire autrichien                                    | PPE                    | Autriche   |
| Arturs Krišjānis Kariņš                                                                    | Nouvelle Ère                                                  | PPE                    | Lettonie   |
| Ioánnis Kasoulídis                                                                         | Rassemblement démocrate (DISY)                                | PPE                    | Chypre     |
| Martin Kastler                                                                             | Union chrétienne-sociale en Bavière                           | PPE                    | Allemagne  |
| Tunne Kelam                                                                                | Union de la patrie et Res Publica                             | PPE                    | Estonie    |
| Sean Kelly                                                                                 | Fine Gael                                                     | PPE                    | Irlande    |
| Christa Klaß                                                                               | Union chrétienne-démocrate d'Allemagne                        | PPE                    | Allemagne  |
| Dieter-Lebrecht Koch                                                                       | Union chrétienne-démocrate d'Allemagne                        | PPE                    | Allemagne  |
| Lena Kolarska-Bobińska                                                                     | Plate-forme civique                                           | PPE                    | Pologne    |
| Ádám Kósa                                                                                  | Fidesz                                                        | PPE                    | Hongrie    |
| Eija-Riitta Korhola                                                                        | Parti de la coalition nationale                               | PPE                    | Finlande   |
| Elisabeth Köstinger                                                                        | Parti populaire autrichien                                    | PPE                    | Autriche   |
| Giorgos Koumoutsakos                                                                       | Nouvelle Démocratie                                           | PPE                    | Grèce      |
| Ródi Krátsa-Tsagaropoúlou                                                                  | Nouvelle Démocratie                                           | PPE                    | Grèce      |
| Eduard Kukan                                                                               | Union démocrate et chrétienne slovaque - Parti démocrate      | PPE                    | Slovaquie  |
| Werner Kuhn                                                                                | Union chrétienne-démocrate d'Allemagne                        | PPE                    | Allemagne  |
| Alain Lamassoure                                                                           | Union pour un mouvement populaire                             | PPE                    | France     |
| Esther de Lange                                                                            | Appel chrétien-démocrate                                      | PPE                    | Pays-Bas   |
| Giovanni La Via                                                                            | Le Peuple de la liberté                                       | PPE                    | Italie     |
| Vytautas Landsbergis                                                                       | Union de la patrie - Chrétiens-démocrates lituaniens          | PPE                    | Lituanie   |
| Werner Langen                                                                              | Union chrétienne-démocrate d'Allemagne                        | PPE                    | Allemagne  |
| Kurt Lechner                                                                               | Union chrétienne-démocrate d'Allemagne                        | PPE                    | Allemagne  |
| Klaus-Heiner Lehne                                                                         | Union chrétienne-démocrate d'Allemagne                        | PPE                    | Allemagne  |
| Jan Kozłowski En remplacement de Janusz Lewandowski à partir du 4 mars 2010                | Plate-forme civique                                           | PPE                    | Pologne    |
| Peter Liese                                                                                | Union chrétienne-démocrate d'Allemagne                        | PPE                    | Allemagne  |
| Krzysztof Lisek                                                                            | Plate-forme civique                                           | PPE                    | Pologne    |
| Verónica Lope Fontagne                                                                     | Parti populaire                                               | PPE                    | Espagne    |
| Antonio López-Istúriz White                                                                | Parti populaire                                               | PPE                    | Espagne    |
| Petru Luhan                                                                                | Parti démocrate-libéral                                       | PPE                    | Roumanie   |
| Elżbieta Łukacijewska                                                                      | Plate-forme civique                                           | PPE                    | Pologne    |
| Astrid Lulling                                                                             | Parti populaire chrétien-social                               | PPE                    | Luxembourg |
| Monica Macovei                                                                             | Parti démocrate-libéral                                       | PPE                    | Roumanie   |
| Ivana Maletić                                                                              | Union démocratique croate                                     | PPE                    | Croatie    |
| Thomas Mann                                                                                | Union chrétienne-démocrate d'Allemagne                        | PPE                    | Allemagne  |
| Bogdan Marcinkiewicz                                                                       | Plate-forme civique                                           | PPE                    | Pologne    |
| Marian-Jean Marinescu                                                                      | Parti démocrate-libéral                                       | PPE                    | Roumanie   |
| Clemente Mastella                                                                          | Le Peuple de la liberté                                       | PPE                    | Italie     |
| Barbara Matera                                                                             | Le Peuple de la liberté                                       | PPE                    | Italie     |
| Véronique Mathieu                                                                          | Union pour un mouvement populaire                             | PPE                    | France     |
| Gabriel Mato Adrover                                                                       | Parti populaire                                               | PPE                    | Espagne    |
| Iosif Matula                                                                               | Parti démocrate-libéral                                       | PPE                    | Roumanie   |
| Mario Mauro                                                                                | Le Peuple de la liberté                                       | PPE                    | Italie     |
| Hans-Peter Mayer                                                                           | Union chrétienne-démocrate d'Allemagne                        | PPE                    | Allemagne  |
| Jaime Mayor Oreja                                                                          | Parti populaire                                               | PPE                    | Espagne    |
| Erminia Mazzoni                                                                            | Le Peuple de la liberté                                       | PPE                    | Italie     |
| Mairead McGuinness                                                                         | Fine Gael                                                     | PPE                    | Irlande    |
| Nuno Melo                                                                                  | CDS-Parti populaire                                           | PPE                    | Portugal   |
| Juan Andrés Naranjo Escobar (Remplace Íñigo Méndez de Vigo Montojo le 13 janvier 2012.)    | Parti populaire                                               | PPE                    | Espagne    |
| Alajos Mészáros                                                                            | Parti de la coalition hongroise                               | PPE                    | Slovaquie  |
| Nadezhda Neynsky                                                                           | Coalition bleue                                               | PPE                    | Bulgarie   |
| Miroslav Mikolášik                                                                         | Mouvement chrétien-démocrate                                  | PPE                    | Slovaquie  |
| Francisco Millán Mon                                                                       | Parti populaire                                               | PPE                    | Espagne    |
| Gay Mitchell                                                                               | Fine Gael                                                     | PPE                    | Irlande    |
| Élisabeth Morin-Chartier                                                                   | Union pour un mouvement populaire                             | PPE                    | France     |
| Radvilė Morkūnaitė-Mikulėnienė                                                             | Union de la patrie - Chrétiens-démocrates lituaniens          | PPE                    | Lituanie   |
| Tiziano Motti                                                                              | Union de centre                                               | PPE                    | Italie     |
| Cristiana Muscardini                                                                       | Le Peuple de la liberté                                       | PPE                    | Italie     |
| Mariya Gabriel                                                                             | Citoyens pour le développement européen de la Bulgarie        | PPE                    | Bulgarie   |
| Rareș Lucian Niculescu                                                                     | Parti démocrate-libéral                                       | PPE                    | Roumanie   |
| Angelika Niebler                                                                           | Union chrétienne-sociale en Bavière                           | PPE                    | Allemagne  |
| Lambert van Nistelrooij                                                                    | Appel chrétien-démocrate                                      | PPE                    | Pays-Bas   |
| Sławomir Nitras                                                                            | Plate-forme civique                                           | PPE                    | Pologne    |
| Jan Olbrycht                                                                               | Plate-forme civique                                           | PPE                    | Pologne    |
| Ria Oomen                                                                                  | Appel chrétien-démocrate                                      | PPE                    | Pays-Bas   |
| Csaba Őry                                                                                  | Fidesz                                                        | PPE                    | Hongrie    |
| Doris Pack                                                                                 | Union chrétienne-démocrate d'Allemagne                        | PPE                    | Allemagne  |
| Alfredo Pallone                                                                            | Le Peuple de la liberté                                       | PPE                    | Italie     |
| Giorgos Papanikolaou                                                                       | Nouvelle Démocratie                                           | PPE                    | Grèce      |
| George Papastamkos                                                                         | Nouvelle Démocratie                                           | PPE                    | Grèce      |
| Aldo Patriciello                                                                           | Le Peuple de la liberté                                       | PPE                    | Italie     |
| Lojze Peterle                                                                              | Nouvelle Slovénie                                             | PPE                    | Slovénie   |
| Markus Pieper                                                                              | Union chrétienne-démocrate d'Allemagne                        | PPE                    | Allemagne  |
| Sirpa Pietikäinen                                                                          | Parti de la coalition nationale                               | PPE                    | Finlande   |
| Andrej Plenković                                                                           | Union démocratique croate                                     | PPE                    | Croatie    |
| Maurice Ponga                                                                              | Union pour un mouvement populaire                             | PPE                    | France     |
| Hans-Gert Pöttering                                                                        | Union chrétienne-démocrate d'Allemagne                        | PPE                    | Allemagne  |
| Bernd Posselt                                                                              | Union chrétienne-sociale en Bavière                           | PPE                    | Allemagne  |
| Konstantinos Poupakis                                                                      | Nouvelle Démocratie                                           | PPE                    | Grèce      |
| Cristian Preda                                                                             | Parti démocrate-libéral                                       | PPE                    | Roumanie   |
| Jacek Protasiewicz                                                                         | Plate-forme civique                                           | PPE                    | Pologne    |
| Godelieve Quisthoudt-Rowohl                                                                | Union chrétienne-démocrate d'Allemagne                        | PPE                    | Allemagne  |
| Paulo Rangel                                                                               | Parti social-démocrate                                        | PPE                    | Portugal   |
| Hella Ranner                                                                               | Parti populaire autrichien                                    | PPE                    | Autriche   |
| Viviane Reding                                                                             | Parti populaire chrétien-social                               | PPE                    | Luxembourg |
| Herbert Reul                                                                               | Union chrétienne-démocrate d'Allemagne                        | PPE                    | Allemagne  |
| Dominique Riquet                                                                           | Union pour un mouvement populaire-Parti radical (UDI en 2012) | PPE (UMP)              | France     |
| Crescenzio Rivellini                                                                       | Le Peuple de la liberté                                       | PPE                    | Italie     |
| Zuzana Roithová                                                                            | Union chrétienne démocrate - Parti populaire tchécoslovaque   | PPE                    | Tchéquie   |
| Francesco Saverio Romano                                                                   | Union de centre                                               | PPE                    | Italie     |
| Licia Ronzulli                                                                             | Le Peuple de la liberté                                       | PPE                    | Italie     |
| Tadeusz Ross (Remplace Rafał Trzaskowski le 17 décembre 2013)                              | Plate-forme civique                                           | PPE                    | Pologne    |
| Paul Rübig                                                                                 | Parti populaire autrichien                                    | PPE                    | Autriche   |
| Tokia Saïfi                                                                                | Union pour un mouvement populaire                             | PPE                    | France     |
| José Ignacio Salafranca Sánchez-Neyra                                                      | Parti populaire                                               | PPE                    | Espagne    |
| Potito Salatto                                                                             | Le Peuple de la liberté                                       | PPE                    | Italie     |
| Marie-Thérèse Sanchez-Schmid                                                               | Union pour un mouvement populaire                             | PPE                    | France     |
| Amalia Sartori                                                                             | Le Peuple de la liberté                                       | PPE                    | Italie     |
| Jacek Saryusz-Wolski                                                                       | Plate-forme civique                                           | PPE                    | Pologne    |
| Algirdas Saudargas                                                                         | Union de la patrie - Chrétiens-démocrates lituaniens          | PPE                    | Lituanie   |
| Pál Schmitt                                                                                | Fidesz                                                        | PPE                    | Hongrie    |
| Horst Schnellhardt                                                                         | Union chrétienne-démocrate d'Allemagne                        | PPE                    | Allemagne  |
| Birgit Schnieber-Jastram                                                                   | Union chrétienne-démocrate d'Allemagne                        | PPE                    | Allemagne  |
| György Schöpflin                                                                           | Fidesz                                                        | PPE                    | Hongrie    |
| Andreas Schwab                                                                             | Union chrétienne-démocrate d'Allemagne                        | PPE                    | Allemagne  |
| Marco Scurria                                                                              | Le Peuple de la liberté                                       | PPE                    | Italie     |
| Richard Seeber                                                                             | Parti populaire autrichien                                    | PPE                    | Autriche   |
| Czesław Siekierski                                                                         | Parti paysan polonais                                         | PPE                    | Pologne    |
| Sergio Silvestris                                                                          | Le Peuple de la liberté                                       | PPE                    | Italie     |
| Joanna Skrzydlewska                                                                        | Plate-forme civique                                           | PPE                    | Pologne    |
| Théodoros Skilakákis                                                                       | Nouvelle Démocratie                                           | PPE                    | Grèce      |
| Csaba Sógor                                                                                | Union démocrate magyare de Roumanie                           | PPE                    | Roumanie   |
| Renate Sommer                                                                              | Union chrétienne-démocrate d'Allemagne                        | PPE                    | Allemagne  |
| Bogusław Sonik                                                                             | Plate-forme civique                                           | PPE                    | Pologne    |
| Peter Šťastný                                                                              | Union démocrate et chrétienne slovaque - Parti démocrate      | PPE                    | Slovaquie  |
| Davor Ivo Stier                                                                            | Union démocratique croate                                     | PPE                    | Croatie    |
| Theodor Stolojan                                                                           | Parti démocrate-libéral                                       | PPE                    | Roumanie   |
| Emil Stojanov                                                                              | Citoyens pour le développement européen de la Bulgarie        | PPE                    | Bulgarie   |
| Ernst Strasser                                                                             | Parti populaire autrichien                                    | PPE                    | Autriche   |
| Michèle Striffler                                                                          | La Gauche moderne (UDI en 2012)                               |                        | France     |
| Dubravka Šuica                                                                             | Union démocratique croate                                     | PPE                    | Croatie    |
| László Surján                                                                              | Fidesz                                                        | PPE                    | Hongrie    |
| Alf Svensson                                                                               | Chrétiens-démocrates                                          | PPE                    | Suède      |
| József Szájer                                                                              | Fidesz                                                        | PPE                    | Hongrie    |
| Salvatore Tatarella                                                                        | Le Peuple de la liberté                                       | PPE                    | Italie     |
| Nuno Teixeira                                                                              | Parti social-démocrate                                        | PPE                    | Portugal   |
| Eléni Theochárous                                                                          | Rassemblement démocrate                                       | PPE                    | Chypre     |
| Marianne Thyssen                                                                           | Christen-Democratisch en Vlaams                               | PPE                    | Belgique   |
| László Tőkés                                                                               | Union démocrate magyare de Roumanie                           | PPE                    | Roumanie   |
| Ioannis Tsoukalas                                                                          | Nouvelle Démocratie                                           | PPE                    | Grèce      |
| Thomas Ulmer                                                                               | Union chrétienne-démocrate d'Allemagne                        | PPE                    | Allemagne  |
| Traian Ungureanu                                                                           | Parti démocrate-libéral                                       | PPE                    | Roumanie   |
| Vladimir Uručev                                                                            | Citoyens pour le développement européen de la Bulgarie        | PPE                    | Bulgarie   |
| Inese Vaidere                                                                              | Union civique                                                 | PPE                    | Lettonie   |
| Sabine Verheyen                                                                            | Union chrétienne-démocrate d'Allemagne                        | PPE                    | Allemagne  |
| Christine de Veyrac                                                                        | Union pour un mouvement populaire puis UDI                    | PPE (UMP)              | France     |
| Alejo Vidal-Quadras                                                                        | Parti populaire                                               | PPE                    | Espagne    |
| Dominique Vlasto                                                                           | Union pour un mouvement populaire                             | PPE                    | France     |
| Axel Voss                                                                                  | Union chrétienne-démocrate d'Allemagne                        | PPE                    | Allemagne  |
| Jarosław Wałęsa                                                                            | Plate-forme civique                                           | PPE                    | Pologne    |
| Manfred Weber                                                                              | Union chrétienne-sociale en Bavière                           | PPE                    | Allemagne  |
| Anja Weisgerber                                                                            | Union chrétienne-sociale en Bavière                           | PPE                    | Allemagne  |
| Rainer Wieland                                                                             | Union chrétienne-démocrate d'Allemagne                        | PPE                    | Allemagne  |
| Iuliu Winkler                                                                              | Union démocrate magyare de Roumanie                           | PPE                    | Roumanie   |
| Hermann Winkler                                                                            | Union chrétienne-démocrate d'Allemagne                        | PPE                    | Allemagne  |
| Corien Wortmann-Kool                                                                       | Appel chrétien-démocrate                                      | PPE                    | Pays-Bas   |
| Mariétta Yannákou                                                                          | Nouvelle Démocratie                                           | PPE                    | Grèce      |
| Anna Záborská                                                                              | Mouvement chrétien-démocrate                                  | PPE                    | Slovaquie  |
| Pablo Zalba Bidegain                                                                       | Parti populaire                                               | PPE                    | Espagne    |
| Paweł Zalewski                                                                             | Plate-forme civique                                           | PPE                    | Pologne    |
| Iva Zanicchi                                                                               | Le Peuple de la liberté                                       | PPE                    | Italie     |
| Artur Zasada                                                                               | Plate-forme civique                                           | PPE                    | Pologne    |
| Joachim Zeller                                                                             | Union chrétienne-démocrate d'Allemagne                        | PPE                    | Allemagne  |
| Milan Zver                                                                                 | Parti démocratique slovène                                    | PPE                    | Slovénie   |
| Tadeusz Zwiefka                                                                            | Plate-forme civique                                           | PPE                    | Pologne    |

### Alliance progressiste des socialistes et des démocrates au Parlement européen
Le groupe Alliance progressiste des socialistes et démocrates au Parlement européen (S&D) regroupe les députés du Parti socialiste européen (PSE) c'est-à-dire des partis socialistes, sociaux-démocrates et travaillistes d'Europe, ainsi que les députés du Parti démocrate italien. Il s'agit du deuxième groupe du Parlement, avec 184 députés sur 736.
| Nom                                                                      | Parti                                           | Affiliation européenne | Pays        |
| ------------------------------------------------------------------------ | ----------------------------------------------- | ---------------------- | ----------- |
| Sergio Gutiérrez Prieto (Remplace Magdalena Álvarez le 19 juillet 2010.) | Parti socialiste ouvrier espagnol               | PSE                    | Espagne     |
| Luís Paulo Alves                                                         | PS                                              | PSE                    | Portugal    |
| Josefa Andrés Barea                                                      | Parti socialiste ouvrier espagnol               | PSE                    | Espagne     |
| Éric Andrieu                                                             | Parti socialiste                                | PSE                    | France      |
| Kríton Arsénis                                                           | PASOK                                           | PSE                    | Grèce       |
| John Attard-Montalto                                                     | Parti travailliste                              | PSE                    | Malte       |
| Inés Ayala Sender                                                        | Parti socialiste ouvrier espagnol               | PSE                    | Espagne     |
| María Badia i Cutchet                                                    | Parti des socialistes de Catalogne              | PSE                    | Espagne     |
| Zigmantas Balčytis                                                       | Parti social-démocrate lituanien                | PSE                    | Lituanie    |
| Marino Baldini                                                           | Parti social-démocrate de Croatie               | PSE                    | Croatie     |
| Francesca Balzani                                                        | Parti démocrate                                 |                        | Italie      |
| Monika Flašíková-Beňová                                                  | Direction - Social-démocratie                   | PSE                    | Slovaquie   |
| Luigi Berlinguer                                                         | Parti démocrate                                 |                        | Italie      |
| Pervenche Berès                                                          | Parti socialiste                                | PSE                    | France      |
| Thijs Berman                                                             | Parti travailliste                              | PSE                    | Pays-Bas    |
| Vilija Blinkevičiūtė                                                     | Parti social-démocrate lituanien                | PSE                    | Lituanie    |
| Rita Borsellino                                                          | Parti démocrate                                 |                        | Italie      |
| Biljana Borzan                                                           | Parti social-démocrate de Croatie               | PSE                    | Croatie     |
| Victor Boștinaru                                                         | Parti social-démocrate                          | PSE                    | Roumanie    |
| Emine Bozkurt                                                            | Parti travailliste                              | PSE                    | Pays-Bas    |
| Zuzana Brzobohatá                                                        | Parti social-démocrate tchèque                  | PSE                    | Tchéquie    |
| Udo Bullmann                                                             | SPD                                             | PSE                    | Allemagne   |
| Luís Capoulas Santos                                                     | PS                                              | PSE                    | Portugal    |
| Michael Cashman                                                          | Labour                                          | PSE                    | Royaume-Uni |
| Alejandro Cercas Alonso                                                  | Parti socialiste ouvrier espagnol               | PSE                    | Espagne     |
| Françoise Castex                                                         | Parti socialiste                                | PSE                    | France      |
| Nessa Childers                                                           | Parti travailliste                              | PSE                    | Irlande     |
| Ole Christensen                                                          | Sociaux-démocrates                              | PSE                    | Danemark    |
| Antonio Correia de Campos                                                | PS                                              | PSE                    | Portugal    |
| Ricardo Cortés Lastra                                                    | Parti socialiste ouvrier espagnol               | PSE                    | Espagne     |
| Salvatore Caronna                                                        | Parti démocrate                                 |                        | Italie      |
| Sergio Cofferati                                                         | Parti démocrate                                 |                        | Italie      |
| Silvia Costa                                                             | Parti démocrate                                 |                        | Italie      |
| Andrea Cozzolino                                                         | Parti démocrate                                 |                        | Italie      |
| Corina Crețu                                                             | Parti social-démocrate                          | PSE                    | Roumanie    |
| Giovanni Barbagallo                                                      | Parti démocrate                                 |                        | Italie      |
| George Sabin Cutaș                                                       | Parti conservateur                              | PSE                    | Roumanie    |
| Frédéric Daerden                                                         | Parti socialiste                                | PSE                    | Belgique    |
| Viorica Dăncilă                                                          | Parti social-démocrate                          | PSE                    | Roumanie    |
| Francesco De Angelis                                                     | Parti démocrate                                 |                        | Italie      |
| Paolo De Castro                                                          | Parti démocrate                                 |                        | Italie      |
| Véronique De Keyser                                                      | Parti socialiste                                | PSE                    | Belgique    |
| Proinsias De Rossa                                                       | Parti travailliste                              | PSE                    | Irlande     |
| Harlem Désir                                                             | Parti socialiste                                | PSE                    | France      |
| Leonardo Domenici                                                        | Parti démocrate                                 |                        | Italie      |
| Robert Dušek                                                             | Parti social-démocrate tchèque                  | PSE                    | Tchéquie    |
| Ioan Enciu                                                               | Parti social-démocrate                          | PSE                    | Roumanie    |
| Ismail Ertug                                                             | SPD                                             | PSE                    | Allemagne   |
| Edite Estrela                                                            | PS                                              | PSE                    | Portugal    |
| Richard Falbr                                                            | Parti social-démocrate tchèque                  | PSE                    | Tchéquie    |
| Tanja Fajon                                                              | Sociaux-démocrates                              | PSE                    | Slovénie    |
| Göran Färm                                                               | Parti social-démocrate suédois des travailleurs | PSE                    | Suède       |
| Elisa Ferreira                                                           | PS                                              | PSE                    | Portugal    |
| Knut Fleckenstein                                                        | SPD                                             | PSE                    | Allemagne   |
| Iratxe García                                                            | Parti socialiste ouvrier espagnol               | PSE                    | Espagne     |
| Eider Gardiazabal Rubial                                                 | Parti socialiste ouvrier espagnol               | PSE                    | Espagne     |
| Evelyne Gebhardt                                                         | SPD                                             | PSE                    | Allemagne   |
| Jens Geier                                                               | SPD                                             | PSE                    | Allemagne   |
| Lidia Geringer de Oedenberg                                              | SLD-UP                                          | PSE                    | Pologne     |
| Adam Gierek                                                              | SLD-UP                                          | PSE                    | Pologne     |
| Norbert Glante                                                           | SPD                                             | PSE                    | Allemagne   |
| Louis Grech                                                              | Parti travailliste                              | PSE                    | Malte       |
| Robert Goebbels                                                          | POSL                                            | PSE                    | Luxembourg  |
| Ana Gomes                                                                | PS                                              | PSE                    | Portugal    |
| Kinga Göncz                                                              | MSZP                                            | PSE                    | Hongrie     |
| Estelle Grelier                                                          | Parti socialiste                                | PSE                    | France      |
| Matthias Groote                                                          | SPD                                             | PSE                    | Allemagne   |
| Roberto Gualtieri                                                        | Parti démocrate                                 |                        | Italie      |
| Enrique Guerrero Salom                                                   | Parti socialiste ouvrier espagnol               | PSE                    | Espagne     |
| Sylvie Guillaume                                                         | Parti socialiste                                | PSE                    | France      |
| Zita Gurmai                                                              | MSZP                                            | PSE                    | Hongrie     |
| Jutta Haug                                                               | SPD                                             | PSE                    | Allemagne   |
| Jiří Havel                                                               | Parti social-démocrate tchèque                  | PSE                    | Tchéquie    |
| Anna Hedh                                                                | Parti social-démocrate suédois des travailleurs | PSE                    | Suède       |
| Edit Herczog                                                             | MSZP                                            | PSE                    | Hongrie     |
| Liêm Hoang-Ngoc                                                          | Parti socialiste                                | PSE                    | France      |
| Mary Honeyball                                                           | Labour                                          | PSE                    | Royaume-Uni |
| Richard Howitt                                                           | Labour                                          | PSE                    | Royaume-Uni |
| Stephen Hughes                                                           | Labour                                          | PSE                    | Royaume-Uni |
| Cătălin Ivan                                                             | Parti social-démocrate                          | PSE                    | Roumanie    |
| Liisa Jaakonsaari                                                        | Parti social-démocrate de Finlande              | PSE                    | Finlande    |
| María Irigoyen Pérez (Remplace Ramón Jáuregui le 16 novembre 2010.)      | Parti socialiste ouvrier espagnol               | PSE                    | Espagne     |
| Dan Jørgensen                                                            | Sociaux-démocrates                              | PSE                    | Danemark    |
| Karin Kadenbach                                                          | Parti social-démocrate d'Autriche               | PSE                    | Autriche    |
| Ivajlo Kalfin                                                            | Coalition pour la Bulgarie                      | PSE                    | Bulgarie    |
| Petra Kammerevert                                                        | SPD                                             | PSE                    | Allemagne   |
| Alan Kelly                                                               | Parti travailliste                              | PSE                    | Irlande     |
| Saïd El Khadraoui                                                        | Socialistische Partij Anders                    | PSE                    | Belgique    |
| María-Eléni Koppá                                                        | PASOK                                           | PSE                    | Grèce       |
| Evgeni Kirilov                                                           | Coalition pour la Bulgarie                      | PSE                    | Bulgarie    |
| Constanze Krehl                                                          | SPD                                             | PSE                    | Allemagne   |
| Wolfgang Kreissl-Dörfler                                                 | SPD                                             | PSE                    | Allemagne   |
| Stávros Lambrinídis                                                      | PASOK                                           | PSE                    | Grèce       |
| Bernd Lange                                                              | SPD                                             | PSE                    | Allemagne   |
| Stéphane Le Foll                                                         | Parti socialiste                                | PSE                    | France      |
| Jörg Leichtfried                                                         | Parti social-démocrate d'Autriche               | PSE                    | Autriche    |
| Jo Leinen                                                                | SPD                                             | PSE                    | Allemagne   |
| Bogusław Liberadzki                                                      | SLD-UP                                          | PSE                    | Pologne     |
| Juan Fernando López Aguilar                                              | Parti socialiste ouvrier espagnol               | PSE                    | Espagne     |
| Olle Ludvigsson                                                          | Parti social-démocrate suédois des travailleurs | PSE                    | Suède       |
| Vladimír Maňka                                                           | Direction - Social-démocratie                   | PSE                    | Slovaquie   |
| Jean-Claude Marcourt                                                     | Parti socialiste                                | PSE                    | Belgique    |
| David Martin                                                             | Labour                                          | PSE                    | Royaume-Uni |
| Miguel Ángel Martínez Martínez                                           | Parti socialiste ouvrier espagnol               | PSE                    | Espagne     |
| Antonio Masip Hidalgo                                                    | Parti socialiste ouvrier espagnol               | PSE                    | Espagne     |
| Kyriákos Mavronikólas                                                    | Mouvement pour la démocratie sociale            | PSE                    | Chypre      |
| Linda McAvan                                                             | Labour                                          | PSE                    | Royaume-Uni |
| Arlene McCarthy                                                          | Labour                                          | PSE                    | Royaume-Uni |
| Emilio Menéndez del Valle                                                | Parti socialiste ouvrier espagnol               | PSE                    | Espagne     |
| Judith Merkies                                                           | Parti travailliste                              | PSE                    | Pays-Bas    |
| Guido Milana                                                             | Parti démocrate                                 |                        | Italie      |
| Aleksandrs Mirskis                                                       | Parti de l'harmonie nationale                   |                        | Lettonie    |
| Claude Moraes                                                            | Labour                                          | PSE                    | Royaume-Uni |
| Vital Moreira                                                            | PS                                              | PSE                    | Portugal    |
| María Muñiz de Urquiza                                                   | Parti socialiste ouvrier espagnol               | PSE                    | Espagne     |
| Norbert Neuser                                                           | SPD                                             | PSE                    | Allemagne   |
| Katarína Neveďalová                                                      | Direction - Social-démocratie                   | PSE                    | Slovaquie   |
| Raimon Obiols i Germà                                                    | Parti socialiste ouvrier espagnol               | PSE                    | Espagne     |
| Wojciech Olejniczak                                                      | SLD-UP                                          | PSE                    | Pologne     |
| Ivari Padar                                                              | Parti social-démocrate                          | PSE                    | Estonie     |
| Justas Vincas Paleckis                                                   | Parti social-démocrate lituanien                | PSE                    | Lituanie    |
| Chrysoúla Saatsóglou-Paliadéli                                           | PASOK                                           | PSE                    | Grèce       |
| Antonio Panzeri                                                          | Parti démocrate                                 |                        | Italie      |
| Antigóni Papadopoúlou                                                    | Parti démocrate                                 |                        | Chypre      |
| Giórgos Papakonstantínou                                                 | PASOK                                           | PSE                    | Grèce       |
| Gilles Pargneaux                                                         | Parti socialiste                                | PSE                    | France      |
| Ioan Mircea Pașcu                                                        | Parti social-démocrate                          | PSE                    | Roumanie    |
| Vincent Peillon                                                          | Parti socialiste                                | PSE                    | France      |
| Juan Andrés Perelló Rodríguez                                            | Parti socialiste ouvrier espagnol               | PSE                    | Espagne     |
| Sandra Petrović Jakovina                                                 | Parti social-démocrate de Croatie               | PSE                    | Croatie     |
| Tonino Picula                                                            | Parti social-démocrate de Croatie               | PSE                    | Croatie     |
| Mario Pirillo                                                            | Parti démocrate                                 |                        | Italie      |
| Gianni Pittella                                                          | Parti démocrate                                 |                        | Italie      |
| Rovana Plumb                                                             | Parti social-démocrate                          | PSE                    | Roumanie    |
| Pavel Poc                                                                | Parti social-démocrate tchèque                  | PSE                    | Tchéquie    |
| Ánni Podimatá                                                            | PASOK                                           | PSE                    | Grèce       |
| Vittorio Prodi                                                           | Parti démocrate                                 |                        | Italie      |
| Bernhard Rapkay                                                          | SPD                                             | PSE                    | Allemagne   |
| Sylvána Rápti                                                            | PASOK                                           | PSE                    | Grèce       |
| Evelyn Regner                                                            | Parti social-démocrate d'Autriche               | PSE                    | Autriche    |
| Mitro Repo                                                               | Parti social-démocrate de Finlande              | PSE                    | Finlande    |
| Teresa Riera                                                             | Parti socialiste ouvrier espagnol               | PSE                    | Espagne     |
| Ulrike Rodust                                                            | SPD                                             | PSE                    | Allemagne   |
| Carmen Romero                                                            | Parti socialiste ouvrier espagnol               | PSE                    | Espagne     |
| Dagmar Roth-Behrendt                                                     | SPD                                             | PSE                    | Allemagne   |
| Libor Rouček                                                             | Parti social-démocrate tchèque                  | PSE                    | Tchéquie    |
| Antolín Sánchez Presedo                                                  | Parti socialiste ouvrier espagnol               | PSE                    | Espagne     |
| Daciana Octavia Sârbu                                                    | Parti social-démocrate                          | PSE                    | Roumanie    |
| David Sassoli                                                            | Parti démocrate                                 |                        | Italie      |
| Edward Scicluna                                                          | Parti travailliste                              | PSE                    | Malte       |
| Christel Schaldemose                                                     | Sociaux-démocrates                              | PSE                    | Danemark    |
| Martin Schulz                                                            | SPD                                             | PSE                    | Allemagne   |
| Olga Sehnalová                                                           | Parti social-démocrate tchèque                  | PSE                    | Tchéquie    |
| Joanna Senyszyn                                                          | SLD-UP                                          | PSE                    | Pologne     |
| Debora Serracchiani                                                      | Parti démocrate                                 |                        | Italie      |
| Adrian Severin                                                           | Parti social-démocrate                          | PSE                    | Roumanie    |
| Peter Simon                                                              | SPD                                             | PSE                    | Allemagne   |
| Brian Simpson                                                            | Labour                                          | PSE                    | Royaume-Uni |
| Birgit Sippel                                                            | SPD                                             | PSE                    | Allemagne   |
| Marek Siwiec                                                             | SLD-UP                                          | PSE                    | Pologne     |
| Peter Skinner                                                            | Labour                                          | PSE                    | Royaume-Uni |
| Monika Smolková                                                          | Direction - Social-démocratie                   | PSE                    | Slovaquie   |
| Geórgios Stravakákis                                                     | PASOK                                           | PSE                    | Grèce       |
| Jutta Steinruck                                                          | SPD                                             | PSE                    | Allemagne   |
| Catherine Stihler                                                        | Labour                                          | PSE                    | Royaume-Uni |
| Gianluca Susta                                                           | Parti démocrate                                 |                        | Italie      |
| Hannes Swoboda                                                           | Parti social-démocrate d'Autriche               | PSE                    | Autriche    |
| Csaba Sándor Tabajdi                                                     | MSZP                                            | PSE                    | Hongrie     |
| Claudiu Ciprian Tănăsescu                                                | Parti social-démocrate                          | PSE                    | Roumanie    |
| Zoran Thaler                                                             | Sociaux-démocrates                              | PSE                    | Slovénie    |
| Britta Thomsen                                                           | Sociaux-démocrates                              | PSE                    | Danemark    |
| Silvia Adriana Ţicău                                                     | Parti social-démocrate                          | PSE                    | Roumanie    |
| Patrice Tirolien                                                         | Parti socialiste                                | PSE                    | France      |
| Catherine Trautmann                                                      | Parti socialiste                                | PSE                    | France      |
| Patrizia Toia                                                            | Parti démocrate                                 |                        | Italie      |
| Marita Ulvskog                                                           | Parti social-démocrate suédois des travailleurs | PSE                    | Suède       |
| Oleg Valjalo                                                             | Parti social-démocrate de Croatie               | PSE                    | Croatie     |
| Kathleen Van Brempt                                                      | Socialistische Partij Anders                    | PSE                    | Belgique    |
| Derek Vaughan                                                            | Labour                                          | PSE                    | Royaume-Uni |
| Bernadette Vergnaud                                                      | Parti socialiste                                | PSE                    | France      |
| Kristian Viguenin                                                        | Coalition pour la Bulgarie                      | PSE                    | Bulgarie    |
| Henri Weber                                                              | Parti socialiste                                | PSE                    | France      |
| Barbara Weiler                                                           | SPD                                             | PSE                    | Allemagne   |
| Åsa Westlund                                                             | Parti social-démocrate suédois des travailleurs | PSE                    | Suède       |
| Kerstin Westphal                                                         | SPD                                             | PSE                    | Allemagne   |
| Glenis Willmott                                                          | Labour                                          | PSE                    | Royaume-Uni |
| Luis Yáñez Barnuevo                                                      | Parti socialiste ouvrier espagnol               | PSE                    | Espagne     |
| Iliana Iotova                                                            | Coalition pour la Bulgarie                      | PSE                    | Bulgarie    |
| Boris Zala                                                               | Direction - Social-démocratie                   | PSE                    | Slovaquie   |
| Janusz Zemke                                                             | SLD-UP                                          | PSE                    | Pologne     |

### Alliance des démocrates et des libéraux pour l'Europe
L'Alliance des démocrates et des libéraux pour l'Europe (ADLE) réunit le Parti européen des libéraux, démocrates et réformateurs et le Parti démocrate européen, à tendance centriste. Il dispose de 84 députés.
| Nom                        | Parti                                                       | Affiliation européenne | Pays        |
| -------------------------- | ----------------------------------------------------------- | ---------------------- | ----------- |
| Alexander Alvaro           | Parti libéral-démocrate                                     | ELDR                   | Allemagne   |
| Sonia Alfano               | Italie des valeurs                                          | ELDR                   | Italie      |
| Pino Arlacchi              | Italie des valeurs                                          | ELDR                   | Italie      |
| Liam Aylward               | Fianna Fáil                                                 | ELDR                   | Irlande     |
| Hans van Baalen            | Parti populaire libéral et démocrate                        | ELDR                   | Pays-Bas    |
| Catherine Bearder          | LibDem                                                      | ELDR                   | Royaume-Uni |
| Jean-Luc Bennahmias        | Mouvement démocrate                                         | PDE                    | France      |
| Izaskun Bilbao             | Coalition pour l'Europe                                     | PDE                    | Espagne     |
| Sharon Bowles              | LibDem                                                      | ELDR                   | Royaume-Uni |
| Cristian Bușoi             | Parti national libéral                                      | ELDR                   | Roumanie    |
| Jorgo Chatzimarkakis       | Parti libéral-démocrate                                     | ELDR                   | Allemagne   |
| Jürgen Creutzmann          | Parti libéral-démocrate                                     | ELDR                   | Allemagne   |
| Brian Crowley              | Fianna Fáil                                                 | ELDR                   | Irlande     |
| Chris Davies               | LibDem                                                      | ELDR                   | Royaume-Uni |
| Luigi De Magistris         | Italie des valeurs                                          | ELDR                   | Italie      |
| Leonidas Donskis           | Mouvement libéral de la République de Lituanie              | ELDR                   | Lituanie    |
| Andrew Duff                | LibDem                                                      | ELDR                   | Royaume-Uni |
| Lena Ek                    | Parti du centre                                             | ELDR                   | Suède       |
| Pat Gallagher              | Fianna Fáil                                                 | ELDR                   | Irlande     |
| Gerben-Jan Gerbrandy       | Démocrates 66                                               | ELDR                   | Pays-Bas    |
| Ivars Godmanis             | Premier Parti de Lettonie/Voie lettonne                     | ELDR                   | Lettonie    |
| Charles Goerens            | DP                                                          | ELDR                   | Luxembourg  |
| Sylvie Goulard             | Mouvement démocrate                                         | PDE                    | France      |
| Nathalie Griesbeck         | Mouvement démocrate                                         | PDE                    | France      |
| Nils Torvalds              | Parti populaire suédois de Finlande                         | ELDR                   | Finlande    |
| Fiona Hall                 | LibDem                                                      | ELDR                   | Royaume-Uni |
| Marian Harkin              | Sans parti                                                  | PDE                    | Irlande     |
| Jeanine Hennis-Plasschaert | Parti populaire libéral et démocrate                        | ELDR                   | Pays-Bas    |
| Nadja Hirsch               | Parti libéral-démocrate                                     | ELDR                   | Allemagne   |
| Filiz Hakaeva Hyusmenova   | Mouvement des droits et des libertés                        | ELDR                   | Bulgarie    |
| Stanimir Ilchev            | Mouvement national pour la stabilité et le progrès          | ELDR                   | Bulgarie    |
| Sophie in 't Veld          | Démocrates 66                                               | ELDR                   | Pays-Bas    |
| Vincenzo Iovine            | Italie des valeurs                                          | ELDR                   | Italie      |
| Anneli Jäätteenmäki        | Parti du centre                                             | ELDR                   | Finlande    |
| Anne Elisabet Jensen       | Venstre (Danemark) / Parti libéral du Danemark              | ELDR                   | Danemark    |
| Jelko Kacin                | Démocratie libérale slovène                                 | ELDR                   | Slovénie    |
| Metin Kazak                | Mouvement des droits et des libertés                        | ELDR                   | Bulgarie    |
| Wolf Klinz                 | Parti libéral-démocrate                                     | ELDR                   | Allemagne   |
| Silvana Koch-Mehrin        | Parti libéral-démocrate                                     | ELDR                   | Allemagne   |
| Sergej Kozlík              | Parti populaire - Mouvement pour une Slovaquie démocratique |                        | Slovaquie   |
| Holger Kramer              | Parti libéral-démocrate                                     | ELDR                   | Allemagne   |
| Alexander Graf Lambsdorff  | Parti libéral-démocrate                                     | ELDR                   | Allemagne   |
| Corinne Lepage             | Cap21                                                       | PDE                    | France      |
| Morten Løkkegaard          | Venstre (Danemark) / Parti libéral du Danemark              | ELDR                   | Danemark    |
| Sarah Ludford              | LibDem                                                      | ELDR                   | Royaume-Uni |
| Liz Lynne                  | LibDem                                                      | ELDR                   | Royaume-Uni |
| George Lyon                | LibDem                                                      | ELDR                   | Royaume-Uni |
| Edward McMillan-Scott      | LibDem                                                      | ELDR                   | Royaume-Uni |
| Toine Manders              | Parti populaire libéral et démocrate                        | ELDR                   | Pays-Bas    |
| Ramona Mănescu             | Parti national libéral                                      | ELDR                   | Roumanie    |
| Riikka Manner              | Parti du centre                                             | ELDR                   | Finlande    |
| Gesine Meißner             | Parti libéral-démocrate                                     | ELDR                   | Allemagne   |
| Louis Michel               | Mouvement réformateur                                       | ELDR                   | Belgique    |
| Bill Newton Dunn           | LibDem                                                      | ELDR                   | Royaume-Uni |
| Annemie Neyts-Uyttebroeck  | Open Vlaamse Liberalen en Democraten                        | ELDR                   | Belgique    |
| Norica Nicolai             | Parti national libéral                                      | ELDR                   | Roumanie    |
| Kristiina Ojuland          | Parti de la réforme d'Estonie                               | ELDR                   | Estonie     |
| Siiri Oviir                | Parti du centre d'Estonie                                   | ELDR                   | Estonie     |
| Vladko Todorov Panayotov   | Mouvement des droits et des libertés                        | ELDR                   | Bulgarie    |
| Antonia Parvanova          | Mouvement national pour la stabilité et le progrès          | ELDR                   | Bulgarie    |
| Marit Paulsen              | Parti du peuple - Les Libéraux                              | ELDR                   | Suède       |
| Britta Reimers             | Parti libéral-démocrate                                     | ELDR                   | Allemagne   |
| Frédérique Ries            | Mouvement réformateur                                       | ELDR                   | Belgique    |
| Niccolò Rinaldi            | Italie des valeurs                                          | ELDR                   | Italie      |
| Robert Rochefort           | Mouvement démocrate                                         | PDE                    | France      |
| Jens Rohde                 | Venstre (Danemark)/Parti libéral du Danemark                | ELDR                   | Danemark    |
| Marielle de Sarnez         | Mouvement démocrate                                         | PDE                    | France      |
| Vilja Savisaar             | Parti du centre d'Estonie                                   | ELDR                   | Estonie     |
| Marietje Schaake           | Démocrates 66                                               | ELDR                   | Pays-Bas    |
| Olle Schmidt               | Parti du peuple - Les Libéraux                              | ELDR                   | Suède       |
| Dirk Sterckx               | Open Vlaamse Liberalen en Democraten                        | ELDR                   | Belgique    |
| Hannu Takkula              | Parti du centre                                             | ELDR                   | Finlande    |
| Alexandra Thein            | Parti libéral-démocrate                                     | ELDR                   | Allemagne   |
| Michael Theurer            | Parti libéral-démocrate                                     | ELDR                   | Allemagne   |
| Ramon Tremosa              | Coalition pour l'Europe                                     | ELDR                   | Espagne     |
| Giommaria Uggias           | Italie des valeurs                                          | ELDR                   | Italie      |
| Viktoras Uspaskich         | Parti du travail                                            | PDE                    | Lituanie    |
| Ivo Vajgl                  | Réel - Les sociaux-libéraux                                 | ELDR                   | Slovénie    |
| Adina-Ioana Vălean         | Parti national libéral                                      | ELDR                   | Roumanie    |
| Guy Verhofstadt            | Open Vlaamse Liberalen en Democraten                        | ELDR                   | Belgique    |
| Gianni Vattimo             | Italie des valeurs                                          | ELDR                   | Italie      |
| Derek Vaughan              | LibDem                                                      | ELDR                   | Royaume-Uni |
| Graham Watson              | LibDem                                                      | ELDR                   | Royaume-Uni |
| Renate Weber               | Parti national libéral                                      | ELDR                   | Roumanie    |
| Cecilia Wikström           | Parti du peuple - Les Libéraux                              | ELDR                   | Suède       |

### Groupe des Verts/Alliance libre européenne
Le groupe des Verts/Alliance libre européenne (Verts/ALE) réunit le Parti vert européen (partis écologistes) et l'Alliance libre européenne (partis politiques régionalistes et minoritaires). Il dispose de 55 députés.
| Nom | Parti                                                              | Affiliation européenne | Pays        |
| --- | ------------------------------------------------------------------ | ---------------------- | ----------- |
| Jan Philipp Albrecht | Alliance 90/Les Verts                                              | PVE                    | Allemagne   |
| François Alfonsi | Parti de la nation corse                                           | ALE                    | France      |
| Margrete Auken | Parti socialiste populaire                                         | NGL                    | Danemark    |
| Sandrine Bélier | Liste Europe Écologie                                              | PVE                    | France      |
| Malika Benarab-Attou | Liste Europe Écologie                                              | PVE                    | France      |
| Jean-Paul Besset | Liste Europe Écologie                                              | PVE                    | France      |
| José Bové | Liste Europe Écologie                                              | PVE                    | France      |
| Franziska Brantner | Alliance 90/Les Verts                                              | PVE                    | Allemagne   |
| Frieda Brepoels | N-VA                                                               | ALE                    | Belgique    |
| Reinhard Bütikofer | Alliance 90/Les Verts                                              | PVE                    | Allemagne   |
| Pascal Canfin | Les Verts                                                          | PVE                    | France      |
| Daniel Cohn-Bendit | Les Verts                                                          | PVE                    | France      |
| Marije Cornelissen | Gauche verte                                                       | PVE                    | Pays-Bas    |
| Michael Cramer | Alliance 90/Les Verts                                              | PVE                    | Allemagne   |
| Karima Delli | Les Verts                                                          | PVE                    | France      |
| Isabelle Durant | Ecolo                                                              | PVE                    | Belgique    |
| Bas Eickhout | Gauche verte                                                       | PVE                    | Pays-Bas    |
| Christian Engström | Parti pirate                                                       |                        | Suède       |
| Jillian Evans | Plaid Cymru                                                        | ALE                    | Royaume-Uni |
| Hélène Flautre | Les Verts                                                          | PVE                    | France      |
| Sven Giegold | Alliance 90/Les Verts                                              | PVE                    | Allemagne   |
| Catherine Grèze | Les Verts                                                          | PVE                    | France      |
| Gerald Häfner | Alliance 90/Les Verts                                              | PVE                    | Allemagne   |
| Rebecca Harms | Alliance 90/Les Verts                                              | PVE                    | Allemagne   |
| Satu Hassi | Ligue verte                                                        | PVE                    | Finlande    |
| Martin Häusling | Alliance 90/Les Verts                                              | PVE                    | Allemagne   |
| Heidi Hautala | Ligue verte                                                        | PVE                    | Finlande    |
| Ian Hudghton | Parti national écossais                                            | ALE                    | Royaume-Uni |
| Yannick Jadot | Liste Europe Écologie                                              | PVE                    | France      |
| Eva Joly | Liste Europe Écologie                                              | PVE                    | France      |
| Oriol Junqueras, jusqu'au 1er janvier 2012 Ana Miranda, à partir du 1er janvier 2012 et jusqu'au 11 juillet 2013 Iñaki Irazabalbeitia, à partir du 11 juillet 2013 | Gauche républicaine de Catalogne Bloc nationaliste galicien Aralar | ALE                    | Espagne     |
| Ska Keller | Alliance 90/Les Verts                                              | PVE                    | Allemagne   |
| Nicole Kiil-Nielsen | Les Verts                                                          | PVE                    | France      |
| Jean Lambert | Parti vert de l'Angleterre et du pays de Galles                    | PVE                    | Royaume-Uni |
| Philippe Lamberts | Ecolo                                                              | PVE                    | Belgique    |
| Evelin Lichtenberger | Les Verts - L'Alternative verte                                    | PVE                    | Autriche    |
| Ulrike Lunacek | Les Verts - L'Alternative verte                                    | PVE                    | Autriche    |
| Barbara Lochbihler | Alliance 90/Les Verts                                              | PVE                    | Allemagne   |
| Isabella Lövin | Parti de l'environnement Les Verts                                 | PVE                    | Suède       |
| Caroline Lucas | Parti vert de l'Angleterre et du pays de Galles                    | PVE                    | Royaume-Uni |
| Michèle Rivasi | Les Verts                                                          | PVE                    | France      |
| Raül Romeva | Izquierda unida                                                    | PVE                    | Espagne     |
| Heide Rühle | Alliance 90/Les Verts                                              | PVE                    | Allemagne   |
| Judith Sargentini | Gauche verte                                                       | PVE                    | Pays-Bas    |
| Carl Schlyter | Parti de l'environnement Les Verts                                 | PVE                    | Suède       |
| Elisabeth Schroedter | Alliance 90/Les Verts                                              | PVE                    | Allemagne   |
| Werner Schulz | Alliance 90/Les Verts                                              | PVE                    | Allemagne   |
| Alyn Smith | Parti national écossais                                            | ALE                    | Royaume-Uni |
| Bart Staes | Groen                                                              | PVE                    | Belgique    |
| Indrek Tarand | Indépendant                                                        |                        | Estonie     |
| Michális Tremópoulos | Verts écologistes                                                  | PVE                    | Grèce       |
| Helga Trüpel | Alliance 90/Les Verts                                              | PVE                    | Allemagne   |
| Claude Turmes | Les Verts                                                          | PVE                    | Luxembourg  |
| Emilie Turunen | Parti socialiste populaire                                         | NGL                    | Danemark    |
| Tatjana Ždanoka | Pour les droits de l'homme dans une Lettonie unie                  | ALE                    | Lettonie    |

### Groupe des conservateurs et des réformateurs européens
Les Conservateurs et réformistes européens (ECR) sont un groupe fondé par les conservateurs britanniques, les Polonais du PiS et les tchèques d'ODS. Il comporte 54 députés depuis l'exclusion d'Edward McMillan-Scott.
| Nom                  | Parti                                                         | Affiliation européenne | Pays        |
| -------------------- | ------------------------------------------------------------- | ---------------------- | ----------- |
| Richard Ashworth     | Conservateurs                                                 |                        | Royaume-Uni |
| Robert Atkins        | Conservateurs                                                 |                        | Royaume-Uni |
| Adam Bielan          | Droit et justice (PiS)                                        |                        | Pologne     |
| Lajos Bokros         | Forum démocrate hongrois (MDF)                                |                        | Hongrie     |
| Philip Bradbourn     | Conservateurs                                                 |                        | Royaume-Uni |
| Milan Cabrnoch       | Parti démocratique civique (ODS)                              |                        | Tchéquie    |
| Martin Callanan      | Conservateurs                                                 |                        | Royaume-Uni |
| Andrea Češková       | Parti démocratique civique (ODS)                              |                        | Tchéquie    |
| Giles Chichester     | Conservateurs                                                 |                        | Royaume-Uni |
| Tadeusz Cymański     | Droit et justice (PiS)                                        |                        | Pologne     |
| Ryszard Czarnecki    | Droit et justice (PiS)                                        |                        | Pologne     |
| Peter van Dalen      | ChristenUnie                                                  |                        | Pays-Bas    |
| Nirj Deva            | Conservateurs                                                 |                        | Royaume-Uni |
| James Elles          | Conservateurs                                                 |                        | Royaume-Uni |
| Derk Jan Eppink      | Liste Dedecker (LDD)                                          |                        | Belgique    |
| Hynek Fajmon         | Parti démocratique civique (ODS)                              |                        | Tchéquie    |
| Vicky Ford           | Conservateurs                                                 |                        | Royaume-Uni |
| Jacqueline Foster    | Conservateurs                                                 |                        | Royaume-Uni |
| Ashley Fox           | Conservateurs                                                 |                        | Royaume-Uni |
| Marek Gróbarczyk     | Droit et justice (PiS)                                        |                        | Pologne     |
| Daniel Hannan        | Conservateurs                                                 |                        | Royaume-Uni |
| Malcolm Harbour      | Conservateurs                                                 |                        | Royaume-Uni |
| Roger Helmer         | Conservateurs                                                 |                        | Royaume-Uni |
| Syed Kamall          | Conservateurs                                                 |                        | Royaume-Uni |
| Michał Kamiński      | Droit et justice (PiS)                                        |                        | Pologne     |
| Saj Karim            | Conservateurs                                                 |                        | Royaume-Uni |
| Timothy Kirkhope     | Conservateurs                                                 |                        | Royaume-Uni |
| Edvard Kožušník      | Parti démocratique civique (ODS)                              |                        | Tchéquie    |
| Paweł Kowal          | Droit et justice (PiS)                                        |                        | Pologne     |
| Jacek Kurski         | Droit et justice (PiS)                                        |                        | Pologne     |
| Ryszard Legutko      | Droit et justice (PiS)                                        |                        | Pologne     |
| Emma McClarkin       | Conservateurs                                                 |                        | Royaume-Uni |
| Marek Migalski       | Droit et justice (PiS)                                        |                        | Pologne     |
| Jim Nicholson        | Conservateurs et unionistes d'Ulster - nouvelle force (UCUNF) |                        | Royaume-Uni |
| Miroslav Ouzký       | Parti démocratique civique (ODS)                              |                        | Tchéquie    |
| Mirosław Piotrowski  | Droit et justice (PiS)                                        |                        | Pologne     |
| Tomasz Poręba        | Droit et justice (PiS)                                        |                        | Pologne     |
| Struan Stevenson     | Conservateurs                                                 |                        | Royaume-Uni |
| Ivo Strejček         | Parti démocratique civique (ODS)                              |                        | Tchéquie    |
| Robert Sturdy        | Conservateurs                                                 |                        | Royaume-Uni |
| Kay Swinburne        | Conservateurs                                                 |                        | Royaume-Uni |
| Konrad Szymański     | Droit et justice (PiS)                                        |                        | Pologne     |
| Charles Tannock      | Conservateurs                                                 |                        | Royaume-Uni |
| Valdemar Tomaševski  | Action électorale polonaise de Lituanie                       |                        | Lituanie    |
| Ruža Tomašić         | Parti croate du Droit - Ante Starčević                        |                        | Croatie     |
| Evžen Tošenovský     | Parti démocratique civique (ODS)                              |                        | Tchéquie    |
| Geoffrey Van Orden   | Conservateurs                                                 |                        | Royaume-Uni |
| Oldřich Vlasák       | Parti démocratique civique (ODS)                              |                        | Tchéquie    |
| Jacek Włosowicz      | Droit et justice (PiS)                                        |                        | Pologne     |
| Janusz Wojciechowski | Droit et justice (PiS)                                        |                        | Pologne     |
| Marina Yannakoudakis | Conservateurs                                                 |                        | Royaume-Uni |
| Jan Zahradil         | Parti démocratique civique (ODS)                              |                        | Tchéquie    |
| Roberts Zīle         | Pour la patrie et la liberté (LNKK)                           |                        | Lettonie    |
| Zbigniew Ziobro      | Droit et justice (PiS)                                        |                        | Pologne     |

### Gauche unitaire européenne/Gauche verte nordique
Le groupe confédéral de la Gauche unitaire européenne/Gauche verte nordique (GUE/NGL) réunit des partis de gauche, majoritairement communistes ou ex-communistes. Il possède 35 députés.
| Nom                                                      | Parti                                         | Affiliation européenne | Pays        |
| -------------------------------------------------------- | --------------------------------------------- | ---------------------- | ----------- |
| Lothar Bisky                                             | Die Linke                                     | PGE                    | Allemagne   |
| Nikólaos Chountís                                        | SYRIZA                                        | PGE                    | Grèce       |
| Bairbre de Brún                                          | SF                                            |                        | Royaume-Uni |
| Dennis de Jong                                           | Parti socialiste                              |                        | Pays-Bas    |
| Cornelia Ernst                                           | Die Linke                                     | PGE                    | Allemagne   |
| João Ferreira                                            | Parti communiste portugais                    |                        | Portugal    |
| Ilda Figueiredo                                          | Parti communiste portugais                    |                        | Portugal    |
| Thomas Händel                                            | Die Linke                                     | PGE                    | Allemagne   |
| Tákis Chatzigeorgíou                                     | Parti progressiste des travailleurs           | PGE (obs)              | Chypre      |
| Jacky Hénin                                              | Parti communiste français                     | PGE                    | France      |
| Joe Higgins                                              | Parti socialiste                              | GACE                   | Irlande     |
| Younous Omarjee (Remplace Élie Hoarau le 4 janvier 2012) | Parti communiste réunionnais                  | PGE                    | France      |
| Jürgen Klute                                             | Die Linke                                     | PGE                    | Allemagne   |
| Jaromír Kohlíček                                         | Parti communiste de Bohême et Moravie         | PGE                    | Tchéquie    |
| Patrick Le Hyaric                                        | Parti communiste français                     | PGE                    | France      |
| Kartika Liotard                                          | Parti socialiste                              |                        | Pays-Bas    |
| Sabine Lösing                                            | Die Linke                                     | PGE                    | Allemagne   |
| Jiří Maštálka                                            | Parti communiste de Bohême et Moravie         | PGE                    | Tchéquie    |
| Marisa Matias                                            | Bloc de gauche                                | PGE/GACE               | Portugal    |
| Jean-Luc Mélenchon                                       | Parti de gauche                               | PGE                    | France      |
| Willy Meyer                                              | Izquierda Unida                               | PGE                    | Espagne     |
| Athanasios Pafilis                                       | Parti communiste de Grèce                     |                        | Grèce       |
| Miguel Portas                                            | Bloc de gauche                                | PGE/GACE               | Portugal    |
| Miloslav Ransdorf                                        | Parti communiste de Bohême et Moravie         | PGE                    | Tchéquie    |
| Vladimír Remek                                           | Parti communiste de Bohême et Moravie         | PGE                    | Tchéquie    |
| Alfrēds Rubiks                                           | Parti socialiste de Lettonie                  |                        | Lettonie    |
| Helmut Scholz                                            | Die Linke                                     | PGE                    | Allemagne   |
| Søren Søndergaard                                        | Mouvement populaire contre l'Union européenne |                        | Danemark    |
| Eva-Britt Svensson                                       | Parti de gauche                               | NGLA                   | Suède       |
| Rui Tavares                                              | Bloc de gauche                                | PGE/GACE               | Portugal    |
| Yórgos Toússas                                           | Parti communiste de Grèce                     |                        | Grèce       |
| Kyriákos Triantafyllídis                                 | Parti progressiste des travailleurs           | PGE (obs)              | Chypre      |
| Marie-Christine Vergiat                                  | Liste du Front de gauche                      | PGE                    | France      |
| Nikola Vuljanić                                          | Parti travailliste croate                     |                        | Croatie     |
| Sabine Wils                                              | Die Linke                                     | PGE                    | Allemagne   |
| Gabriele Zimmer                                          | Die Linke                                     | PGE                    | Allemagne   |

### Groupe Europe libertés démocratie
Le groupe Europe libertés démocratie (ELD) réunit des partis à tendance eurosceptique. Il possède 32 députés.
| Nom                                                                | Parti                             | Pays        |
| ------------------------------------------------------------------ | --------------------------------- | ----------- |
| John Agnew                                                         | United Kingdom Independence Party | Royaume-Uni |
| Anna Rosbach Andersen                                              | Parti populaire danois            | Danemark    |
| Marta Andreasen                                                    | United Kingdom Independence Party | Royaume-Uni |
| Gerard Batten                                                      | United Kingdom Independence Party | Royaume-Uni |
| Bas Belder                                                         | Parti politique réformé           | Pays-Bas    |
| Mara Bizzotto                                                      | Lega Nord                         | Italie      |
| Godfrey Bloom                                                      | United Kingdom Independence Party | Royaume-Uni |
| Mario Borghezio                                                    | Lega Nord                         | Italie      |
| John Bufton                                                        | United Kingdom Independence Party | Royaume-Uni |
| David Campbell Bannerman                                           | United Kingdom Independence Party | Royaume-Uni |
| Derek Clark                                                        | United Kingdom Independence Party | Royaume-Uni |
| Trevor Colman                                                      | United Kingdom Independence Party | Royaume-Uni |
| Nigel Farage                                                       | United Kingdom Independence Party | Royaume-Uni |
| Lorenzo Fontana                                                    | Lega Nord                         | Italie      |
| Juozas Imbrasas                                                    | Ordre et justice                  | Lituanie    |
| William Legge                                                      | United Kingdom Independence Party | Royaume-Uni |
| Morten Messerschmidt                                               | Parti populaire danois            | Danemark    |
| Claudio Morganti                                                   | Lega Nord                         | Italie      |
| Mike Nattrass                                                      | United Kingdom Independence Party | Royaume-Uni |
| Paul Nuttall                                                       | United Kingdom Independence Party | Royaume-Uni |
| Jaroslav Paška                                                     | Parti national slovaque           | Slovaquie   |
| Rolandas Paksas                                                    | Ordre et justice                  | Lituanie    |
| Fiorello Provera                                                   | Lega Nord                         | Italie      |
| Oreste Rossi                                                       | Lega Nord                         | Italie      |
| Nikolaos Salavrakos Remplace Athanasios Plevris le 13 octobre 2009 | LAOS                              | Grèce       |
| Matteo Salvini                                                     | Lega Nord                         | Italie      |
| Giancarlo Scottà                                                   | Lega Nord                         | Italie      |
| Nikki Sinclaire                                                    | United Kingdom Independence Party | Royaume-Uni |
| Francesco Speroni                                                  | Lega Nord                         | Italie      |
| Sampo Terho Remplace Timo Soini le 25 avril 2011                   | Vrais Finlandais                  | Finlande    |
| Níki Tzavélla                                                      | LAOS                              | Grèce       |
| Philippe de Villiers                                               | Libertas-Mouvement pour la France | France      |

### Non-inscrits
27 des 736 députés ne sont inscrits à aucun groupe parlementaire. À l'exception du député espagnol de l'Union, progrès et démocratie et des trois députés autrichiens de la liste Hans-Peter Martin, les quatre plus ou moins centristes, ces députés sont issus de partis d'extrême droite.
| Nom                            | Parti                                   | Affiliation européenne       | Pays        |
| ------------------------------ | --------------------------------------- | ---------------------------- | ----------- |
| Zoltán Balczó puis Béla Kovács | Jobbik                                  | AEMN                         | Hongrie     |
| George Becali                  | Parti de la Grande Roumanie             |                              | Roumanie    |
| Slavi Binev                    | Ataka                                   |                              | Bulgarie    |
| Louis Bontes                   | Parti pour la liberté                   | AEL                          | Pays-Bas    |
| Andrew Brons                   | BNP                                     | AEMN                         | Royaume-Uni |
| Philip Claeys                  | Vlaams Belang                           | AEL                          | Belgique    |
| Diane Dodds                    | DUP                                     |                              | Royaume-Uni |
| Martin Ehrenhauser             | Liste Dr Hans-Peter Martin              |                              | Autriche    |
| Bruno Gollnisch                | Front national                          | AEMN (jusqu'en octobre 2013) | France      |
| Nick Griffin                   | BNP                                     | AEMN                         | Royaume-Uni |
| Jean-Marie Le Pen              | Front national                          | AEMN (jusqu'en octobre 2013) | France      |
| Marine Le Pen                  | Front national                          | AEL                          | France      |
| Barry Madlener                 | Parti pour la liberté                   | AEL                          | Pays-Bas    |
| Hans-Peter Martin              | Liste Dr Hans-Peter Martin              |                              | Autriche    |
| Andreas Mölzer                 | Parti de la liberté d'Autriche (FPÖ)    | AEL                          | Autriche    |
| Krisztina Morvai               | Jobbik                                  | AEMN                         | Hongrie     |
| Franz Obermayr                 | Parti de la liberté d'Autriche (FPÖ)    | AEL                          | Autriche    |
| Laurence Stassen               | Parti pour la liberté                   | AEL                          | Pays-Bas    |
| Daniël van der Stoep           | Parti pour la liberté                   | AEL                          | Pays-Bas    |
| Dimităr Stojanov               | Ataka, puis Parti national démocratique | AEMN                         | Bulgarie    |
| Csanád Szegedi                 | Jobbik                                  | AEMN                         | Hongrie     |
| Corneliu Vadim-Tudor           | Parti de la Grande Roumanie             |                              | Roumanie    |
| Frank Vanhecke                 | Vlaams Belang                           | AEL                          | Belgique    |
| Francisco Sosa Wagner          | Union, progrès et démocratie            |                              | Espagne     |
| Angelika Werthmann             | Liste Dr Hans-Peter Martin              |                              | Autriche    |